# ممنون که سیگار می‌کشید
ممنون که سیگار می‌کشید (انگلیسی: Thank You for Smoking) یک فیلم کمدی سیاه آمریکایی محصول سال ۲۰۰۵ است که توسط جیسون رایتمن، در اولین تجربه کارگردانی‌اش، نوشته و کارگردانی شده با بازی آرون اکهارت است. این فیلم بر اساس رمانی از کریستوفر باکلی در سال ۱۹۹۴ ساخته شده است. این فیلم تلاش‌های سخنگوی ارشد شرکت‌های بزرگ دخانیات، نیک نیلر (اکهارت) را دنبال می‌کند که با استفاده از تاکتیک‌های تبلیغاتی سنگین، به نفع سیگار لابی می‌کند و در عین حال سعی می‌کند الگویی برای پسر ۱۲ ساله‌اش، با بازی کامرون برایت، باقی بماند.
این فیلم در ۱۷ مارس ۲۰۰۶ به صورت محدود اکران شد و در ۱۴ آوریل به‌طور گسترده اکران شد. این فیلم نقدهای عمدتاً مثبتی دریافت کرد و به ویژه برای فیلمنامه، طنز، مضامین و بازی اکهارت مورد ستایش قرار گرفت. تا سال ۲۰۰۷، این فیلم در مجموع بیش از ۳۹ میلیون دلار در سراسر جهان فروش داشته است. این فیلم در ۳ اکتبر ۲۰۰۶ در ایالات متحده و در ۸ ژانویه ۲۰۰۷ در بریتانیا بر روی دی‌وی‌دی منتشر شد.

## بازیگران
- آرون اکهارت
- ماریا بلو
- آدام برودی
- سام الیوت
- کیتی هلمز
- راب لو
- ویلیام اچ میسی
- رابرت دووال
- کامرون برایت
- جی. کی. سیمونز
- دیوید کوچنر
- کیم دیکنز
- ملورا هاردین
- کاترین ریتمن
- آلوما رایت
- ریچارد اسپیت جونیور
- آرون لوستیگ
- کانی ری
- ماریان مولرلایلی

## بازخوردها
- این فیلم عمدتاً نقدهای مثبتی از منتقدان فیلم دریافت کرد.
- در وب‌سایت جمع‌آوری نقد فیلم راتن تومیتوز گزارش می‌دهد که دراای ۸۶٪ تائیدیه از رای ۱۸۲ منتقد، نقد مثبتی به فیلم داده‌اند و میانگین امتیاز آن ۷٫۳ از ۱۰ است.[۴]
- در متاکریتیک که به نقدهای منتقدان فیلم، امتیاز نرمال‌شده‌ای از ۱۰۰ می‌دهد، بر اساس ۳۶ نقد، امتیاز ۷۱ را کسب کرده است.[۵]